# Seznam italijanskih kemikov
Seznam italijanskih kemikov.

## A
- Amedeo Avogadro (1776-1856)

## B
- Bartolomeo Biasoletto (1793-1858)
- Daniel Bovet (1907-1992)
- Giuseppe Bruni (1873-1946)

## C
- Stanislao Cannizzaro (1826-1910)
- Elena Cattaneo (1962-)

## E
- Exili (Nicolò Egidi?; 17. stol. - zastrupljevalec)

## F
- Maurizio Fermeglia (1955-2024) (rektor Univerze v Trstu)

## L
- Primo Levi (1919-1987)

## N
- Giulio Natta (1903-1979)

## S
- Hugo (Ugo) Schiff (1834-1915)
- Ascanio Sobrero (1812-1888)

## T
- Enzo Tiezzi